# Marko Tavčar
Marko Tavčar, časnikar in kulturni delavec, * 18. september 1958, Trst.

## Življenje in delo
Marko Tavčar se je rodil v Trstu, a je živel v Devinu, oče Miroslav, učitelj, mati Marta Legiša, gospodinja. Slovensko osnovno šolo je obiskoval v Devinu, nizjo srednjo šolo v Nabrežini, leta 1977 je maturiral na klasičnem liceju Franceta Prešerna v Trstu. Pisal je za razne revije, postal je publicist, od leta 1978 je bil zunanji sodelavec Radia Trst A, saj je za programski oddelek pripravljal oddaje o mladinski problematiki, pisal prispevke in beležil kulturne dogodke (med leti 1980/81 je po zgodovinskih virih in raznih pričevanjih napisal 24 nadaljevanj oddaje Primorska duhovščina pod fašizmom) . Od leta 1981 do 1988 je občasno sodeloval pri časnikarskem oddelku, kjer so ga redno zaposlili od marca 1988. Poklicni časnikar je od leta 1990. Od leta 2017 do leta 2024 (saj je mandat sedemleten)  je bil glavni urednik slovenskega novinarskega uredništva (bodisi za Radio Trst A in kot televizijo) deželnega sedeža RAI za Furlanijo - Julijsko krajino. 
Marko Tavčar je postal član Slovenskih tržaških skavtov leta 1974 in je bil med leti 1977/84 glavni urednik Jambora - skavtskega glasila, od leta 1980 pa tudi njegov odgovorni urednik (v prispevkih se je podpisoval s skavtskim imenom Visoki Jastreb, a tudi drugimi psevdonimi: Čriček, Zaflavčič, T. Komar idr.). Pisal je tudi za mesečnik Mladika in mladinsko prilogo Rast, za tednike Novi list, Katoliški glas, Novi glas, koledar Goriške Mohorjeve družbe in druge revije. Pisal je gesla za Primorski slovenski biografski leksikon . Za deželni inštitut za dokumentacijo in medije je s Tulliom Mikolom napisal v italijanščini študijo Le pubblicazioni slovene e croate a Trieste dal 1945–1982 (Slovenske in hrvaške publikacije v Trstu med leti 1945-1982), ki je izšla v Vidmu 1982 v zbirki I giornali del Friuli Venezia Giulia. Leta 1992 je postal tajnik Goriške Mohorjeve družbe in leto kasneje tudi odgovorni urednik vsakoletnega Koledarja GMD.  Leta 1999 se je pridružil komisiji, ki podeljuje Černetovo nagrado.
Od malih nog se je Marko Tavčar ukvarjal z zborovskim petjem, saj  je že kot otrok pel pri zboru Kraški slavček v Nabrežini, kasneje pri Tržaškem mešanem zboru, od leta 1977 poje pri zboru Fantje izpod Grmade, pri katerem je bil tudi tajnik. Poje tudi v domačem cerkvenem pevskem zboru v Devinu. Dolgo let je bil v odboru Zveze cerkvenih pevskih zborov Trst, od leta 2010 do leta 2018 tudi predsednik Zveze.  Več let je organiziral in se udeleževal poletnih strokovnih seminarjev, ki jih prireja ZCPZ.
Sodeluje pri kulturnem življenju v domači vasi, kjer je aktiven član tudi pri delovanju župnije, politično aktivno sodeluje s stranko Slovenske skupnosti.
Napisal je ogromno člankov, piše najraje zgodovinske članke in eseje, objavil je tudi nekaj samostojnih publikacij in knjig. 